# 西目屋村立西目屋小学校
西目屋村立西目屋小学校（にしめやそんりつ にしめやしょうがっこう）は、青森県中津軽郡西目屋村大字田代にある公立小学校。

## 概要
- 本校は、村内田代地区にあり、村内全域を学区としている。主な進学先は、弘前市立東目屋中学校。
- 本校は、西目屋村立西目屋中学校が廃校となったため、西目屋村内の学校としても、また中津軽郡岩木町と相馬村が弘前市に合併されたため、中津軽郡内の学校としても、それぞれ唯一の学校となる。

## 沿革
- 1887年（明治20年）
  - 2月15日 - 中津軽郡第八番館小学校から分離し、田代小学校と命名。当時の住所は、大字田代字神田307番地。
  - 4月 - 田代簡易小学校に改称。
- 1892年（明治25年）
  - 4月1日 - 就将小学校に改称。同時に大秋に第一分教室、村市に第二分教室、砂子瀬に第三分教室を設置。
  - 4月x日 - 近隣住宅から出火類焼し、校舎消失。
  - 8月 - 大字神田字稲元268番地の個人所有の地所を借用し、平屋校舎を新築落成。
- 1897年（明治30年）11月15日 - 児童数増加により、校舎が手狭になったため、大字田代字稲元108番地に2階建校舎を新築。竣工落成式挙行。
- 1901年（明治34年）8月 - 東側に平屋建教室を増築。
- 1908年（明治41年）10月2日 - さらに校舎が手狭になったため、校舎改築。落成式挙行。
- 1926年（大正15年）4月27日 - 高等科併置認可。
- 1936年（昭和11年）6月2日 - 23時20分頃、学校付近の住宅から出火、高等科教室1棟を残し消失。焼け残った高等科教室に尋常1・2学年を、部落共同作業場に尋常3～6学年の2学級を、村社熊野宮樂殿に高等科児童をそれぞれ収容。
- 1938年（昭和13年）12月 - 校舎新築落成。
- 1939年（昭和14年）1月 - 西目屋高等尋常小学校に改称。
- 1941年（昭和16年）4月1日 - 国民学校令により、西目屋国民学校に改称。
- 1947年（昭和22年）
  - 4月1日 - 新学制施行により、西目屋村立西目屋小学校に改称。同日から西目屋中学校併置。
  - 5月1日 - 第三分教室が独立し、砂子瀬小学校になる。
- 1948年（昭和23年）4月16日 - 第二分教室が独立し、村市小学校になる。
- 1950年（昭和25年）12月7日 - 西目屋中学校校舎落成により、音楽室から移転。
- 1951年（昭和26年）6月30日 - 第一分教室が独立し、大秋小学校になる。
- 1954年（昭和29年）9月26日 - 台風15号（洞爺丸台風）により、講堂屋根・壁・ガラス等が破損。
- 1957年（昭和32年）11月23日 - 創立七十周年記念式典挙行。校歌・校章も制定。
- 1960年（昭和35年）12月25日 - 体育館落成。祝賀会開催。
- 1963年（昭和38年）
  - 10月31日 - 西目屋小中学校児童生徒対象の給食施設・設備完成。
  - 11月13日 - 学校給食A型により、給食開始。
- 1974年（昭和49年）8月2日 - 新校舎起工式挙行。
- 1975年（昭和50年） 
  - 10月8日 - 陸上自衛隊員による校庭整地作業開始。
  - 11月30日 - 大字田代字稲元196番地に建設した3校統合校舎工事完了。
- 1976年（昭和51年）
  - 2月5日 - 三校統合を控え、西目屋（旧）・村市・大秋各小学校児童交流会開催。
  - 4月1日 - 西目屋（旧）・村市・大秋各小学校が統合し、西目屋小学校（新）開校。
  - 6月30日 - 校庭完成記念大運動会開催。
  - 11月2日 - 統合校舎落成記念式典挙行。
- 1977年（昭和52年）3月23日 - 統合後最初の卒業式挙行。
- 1978年（昭和53年）7月1日 - プール開き。
- 1981年（昭和56年）7月21日 - プール完成により、プール開き式挙行。
- 1986年（昭和61年）11月29日 - 統合十周年記念式挙行。
- 2000年（平成12年）4月1日 - 砂子瀬小学校を統合。
- 2015年（平成27年）12月 - 第2学期の終了をもって、大字田代字稲元196番地にある校舎での授業が終了[1]。冬休み中に、旧西目屋中学校校舎への移転作業実施。
- 2016年（平成28年）1月 - 15日の第3学期から、大字田代字稲元121番1号にある旧西目屋中学校校舎での授業開始[2][3]。

## 周辺
- 西目屋村役場
- ブナの里白神館
- 道の駅津軽白神
- 白神山地ビジターセンター
- 名坪平運動公園ゲートボール場
- 青森県道28号岩崎西目屋弘前線

## アクセス
- 弘南バス「西目屋村役場前」バス停下車後、徒歩約250m・約4分。
  - 東目屋中学校からは、「東目屋中学校前」バス停から「西目屋村役場前」バス停まで、路線バスで約15分。

## その他
- 田代字稲元196番地の旧校舎は、改修の上、2017年（平成29年）4月から、『ブナコ西目屋工場』として使われている[4]。

## 参考資料
- 『西目屋村史 教育編』59頁から62頁「西目屋村学校沿革（抜粋）=学校教育史=西目屋小学校」から